# Гарретт, Агнес
Агнес Гарретт (англ. Agnes Garrett, 12 июля 1845, Олдборо, Суффолк — 19 марта 1935, Камден, Большой Лондон) — британская суфражистка и дизайнер интерьеров. Основала компанию «Ladies Dwellings Company» в 1888 году.

## Биография

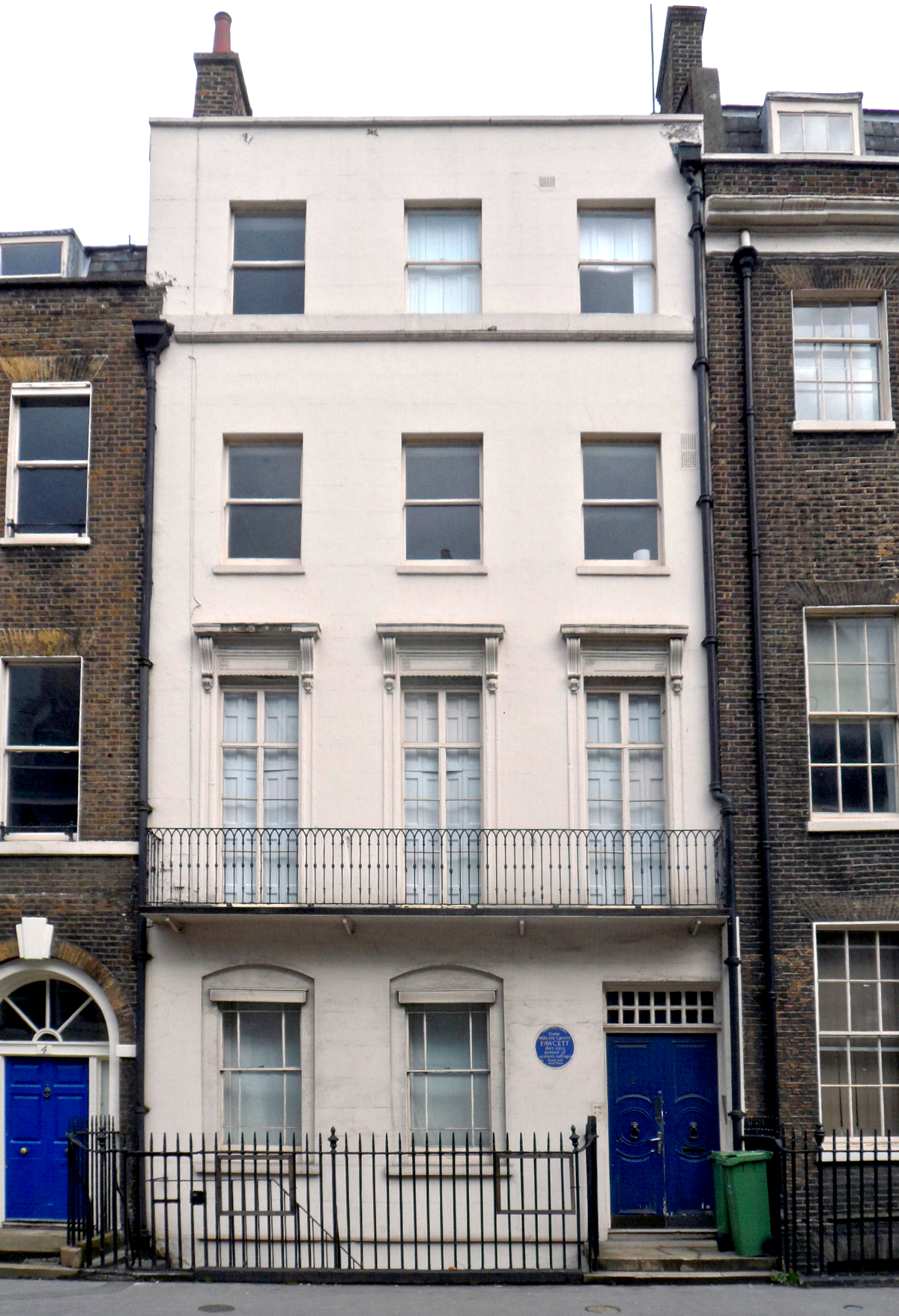
Дом 2 по Гауэр-стрит (Лондон) в Блумсбери

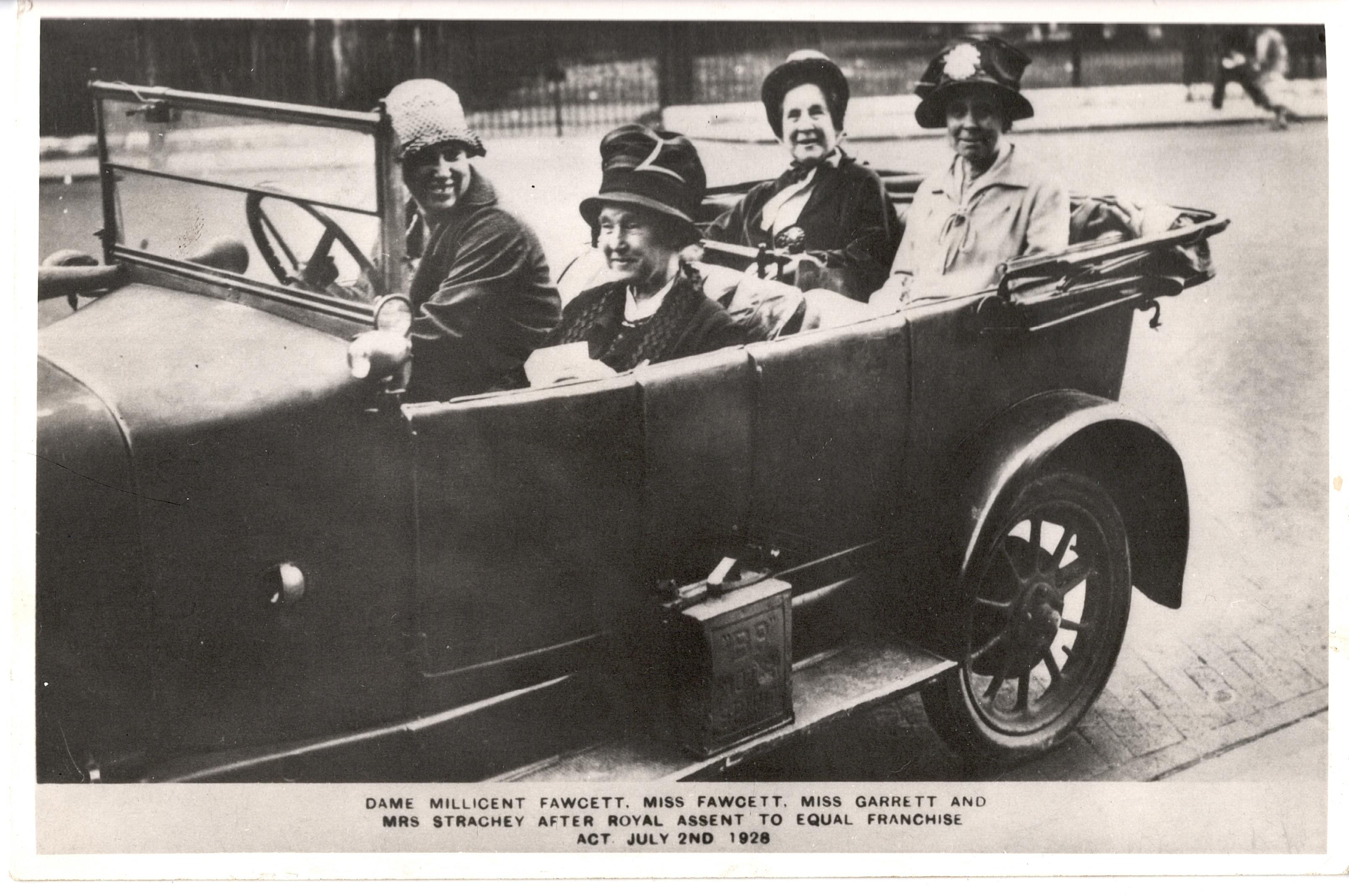
Миллисент Фосетт, Агнес Гарретт, мисс Фосетт и Стрейчи, Рэй после королевского одобрения Закона о равных избирательных правах в 1928 году

Гарретт была дочерью Ньюсона Гарретта (1812—1893), преуспевающего торговца, и Луизы Гарретт (урождённой Даннелл; 1813—1903). Она была седьмой из одиннадцати детей. Она училась в школе-интернате в Блэкхите, недалеко от Лондона.
В 1871 году она и её кузина Рода Гарретт были наняты лондонским архитектором Джоном Маккином Брайдоном, что дало им возможность пройти обучение, которое не было принято ни в одной другой организации, поскольку архитектура считалась неподходящей для женщин профессией. Кузины открыли первую в Великобритании компанию по дизайну интерьера, которой руководила женщина. Студия R & A Garrett открылась в середине 1875 года в квартире за станцией метро «Бейкер-стрит», а около 1884 года переехала в дом 2 по Гауэр-стрит в Блумсбери.
Старшая сестра Агнес, Элизабет Гарретт Андерсон, стала первой британкой, получившей квалификацию врача. Элизабет основала новаторскую больницу для женщин, переименованную после её смерти в больницу Элизабет Гарретт Андерсон, и Агнес внесла свой вклад в её проектирование. Например, она спроектировала камин для вестибюля, который теперь открыт для публики как историческая галерея в отремонтированном здании штаб-квартиры UNISON.
Её портрет написала художница Энни Суиннертон в 1885 году. Картина сохранилась и была идентифицирована историком Элизабет Кроуфорд в 2020-х годах.
Её младшей сестрой была известная суфражистка Миллисент Фосетт. По предложению Джейкоба Брайта было решено создать в Лондоне организацию для лоббирования среди членов парламента вопросов женского избирательного права. Центральный комитет Национального общества за женское избирательное право впервые собрался 17 января 1872 года. В первый комитет вошли Гарретт, а также Фрэнсис Пауэр Кобб, Присцилла Брайт Макларен и Лилиас Эшворт Халлетт.
Гарретт умерла в 1935 году.